# Verl
Verl è una città della Germania occidentale di 25 177 abitanti posta nel circondario di Gütersloh, nello stato federato della Renania Settentrionale-Vestfalia.

## Storia
Il nome Verl fu menzionato per la prima volta nel 1264, riferendosi all'espressione "Henricus de Verlo", riferendosi probabilmente ad un fattore locale. Altri documenti fanno riferimento al fatto che l'area dove sorge l'attuale comune sarebbe stata già abitata da alcune fattorie in un'epoca già antecedente all'anno 1888.

## Geografia fisica
Situato ad est del suo circondario, ne è il maggior comune senza status di città per popolazione ed il quinto in totale. Si trova non distante dalle città di Bielefeld, Gütersloh e Paderborn. I comuni confinanti sono, partendo da sud-ovest e proseguendo in senso orario, Rietberg, Gütersloh, Bielefeld, Schloß Holte-Stukenbrock, Hövelhof e Delbrück; queste ultime due nel circondario di Paderborn.
Conta 5 frazioni, quali Bornholte, Österwiehe, Kaunitz, Sende e Sürenheide. Fra queste, Kaunitz e Sürenheide sono le più popolose.

## Società

### Evoluzione demografica
| Data            | Abitanti |
| --------------- | -------- |
| 1º gennaio 1970 | 15.077   |
| 1º gennaio 1980 | 18.799   |
| 1º gennaio 1990 | 19.778   |
| 1º gennaio 1995 | 21.266   |
| 1º gennaio 2000 | 23.573   |
| 1º gennaio 2002 | 24.222   |

| Data             | Abitanti |
| ---------------- | -------- |
| 1º gennaio 2004  | 24.470   |
| 31 dicembre 2006 | 24.852   |
| 31 dicembre 2010 | 24.984   |

## Economia
Interessata dal fenomeno dell'emigrazione, anche italiana, nella seconda metà del XX secolo, è sede di importanti aziende quali la "Beckhoff" (automazioni tecnologiche), la "Bertelsmann" (servizi finanziari), la "Nobilia International" (cucine) e la spagnola "Telefónica" (telefonia).

## Amministrazione

### Gemellaggi
- Annaburg, dal 1990
- Delphos, dal 1999
- Ottoville, dal 1999

## Galleria d'immagini

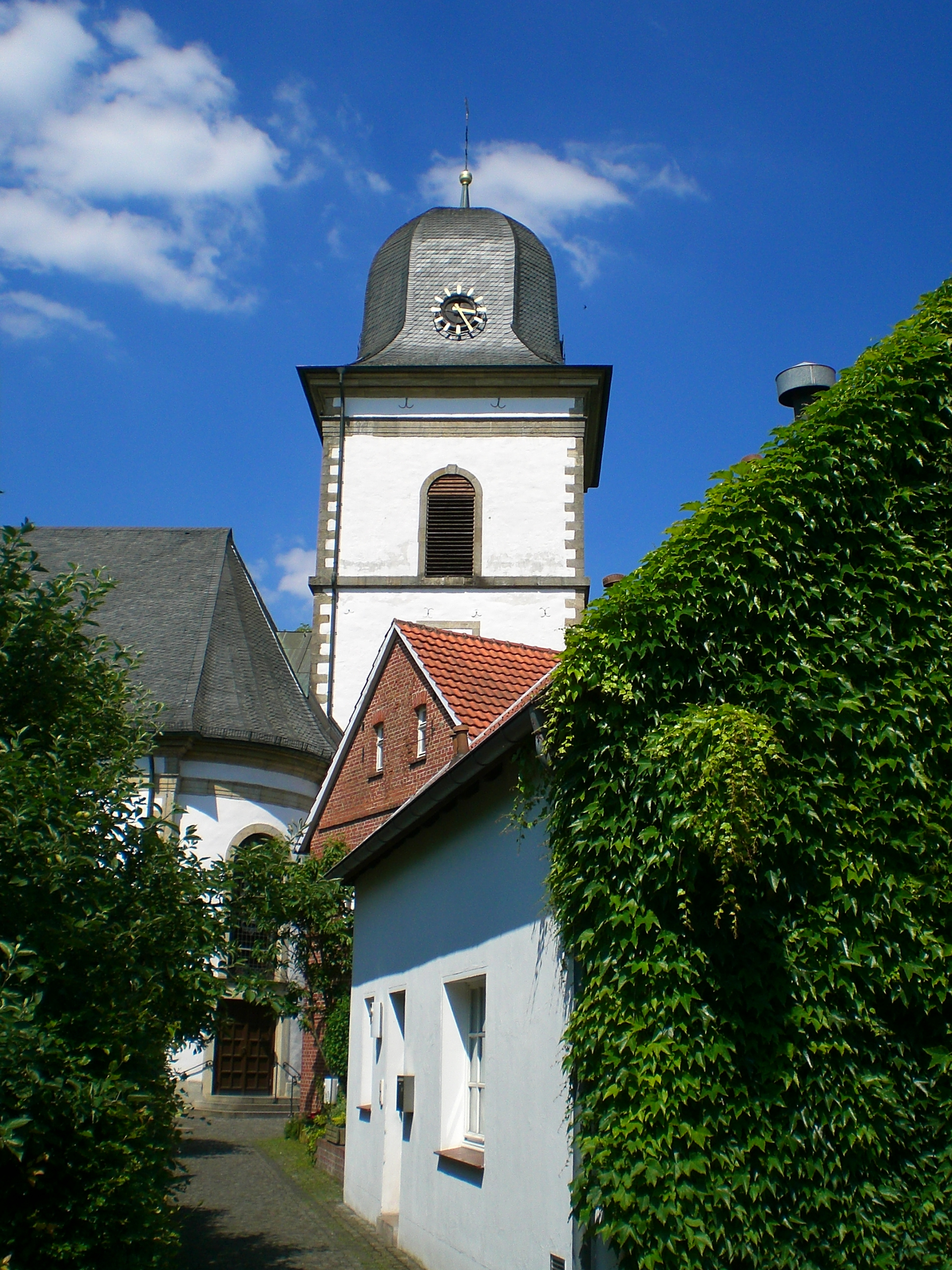
Chiesa di S.Anna
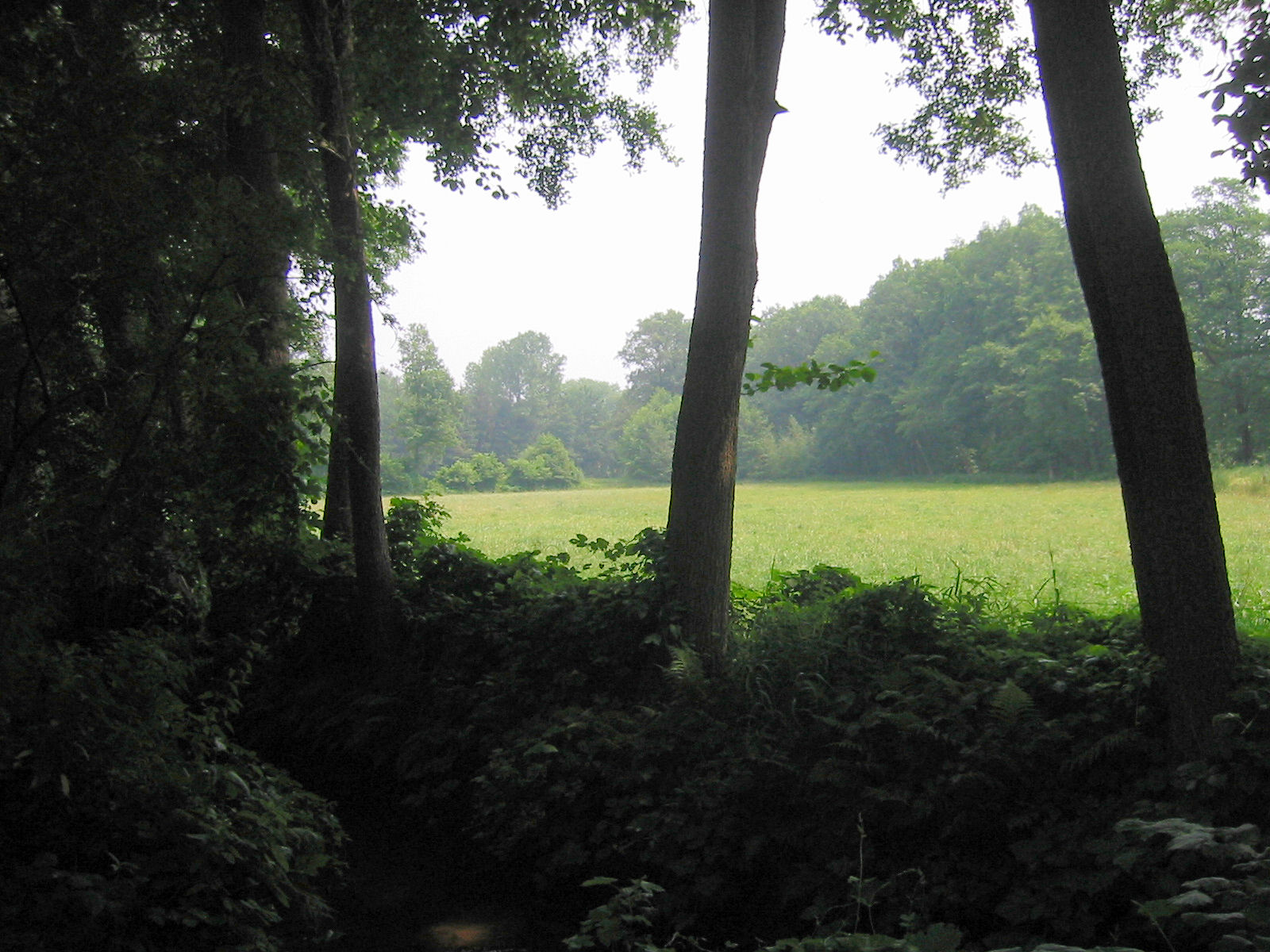
Bosco ad Am Ölbach
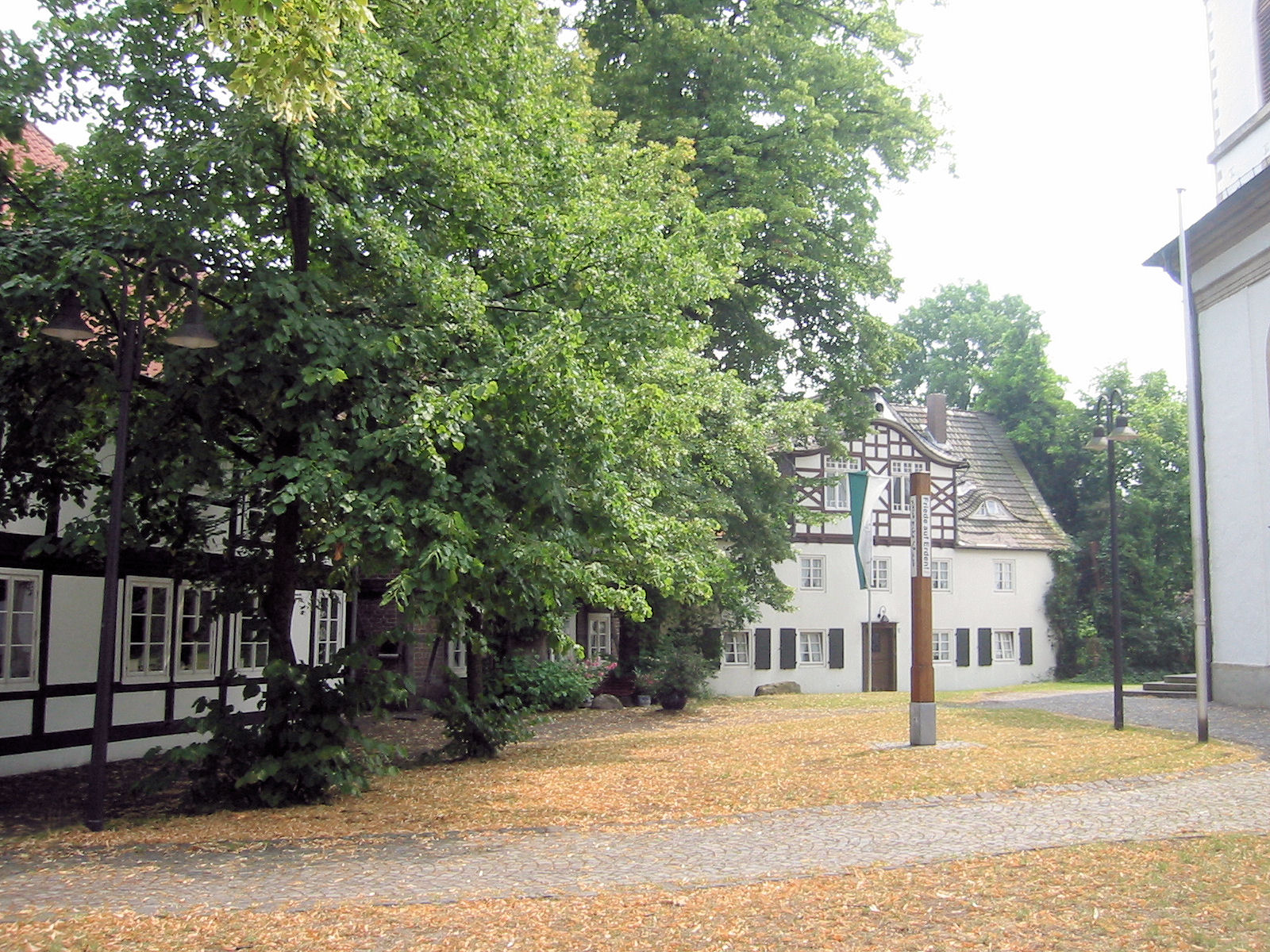
Kirchplatz
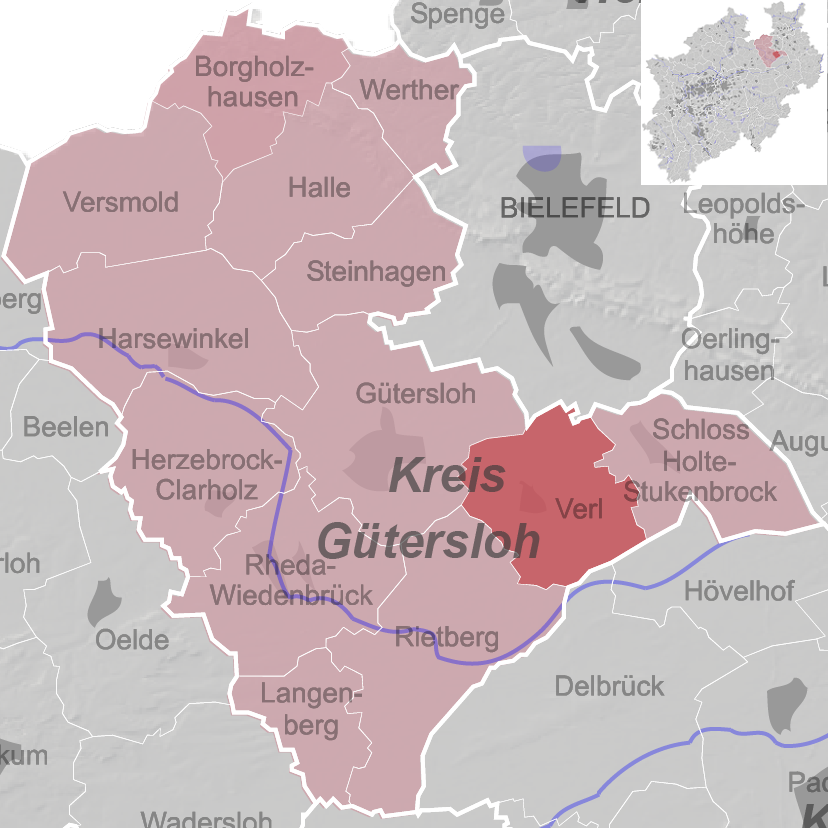
Localizzazione di Verl nel circondario di Gütersloh